# Liste der Monuments historiques in Fléville
Die Liste der Monuments historiques in Fléville führt die Monuments historiques in der französischen Gemeinde Fléville auf.

## Liste der Objekte
| Bezeichnung                | Beschreibung | Standort                       | Kennzeichnung | Schutzstatus | Datum | Bild |
| -------------------------- | --- | ------------------------------ | ------------- | ------------ | ----- | ---- |
| Kanzel                     | Holz, bemalt, Mitte des 19. Jahrhunderts                                                                            | in der Kirche St-Médard (Lage) | PM08001120    | Inscrit      | 1978  |      |
| Kirchengestühl             | zwei Bänke zu je sechs Plätzen; Holz, 19. Jahrhundert                                                               | in der Kirche St-Médard (Lage) | PM08001121    | Inscrit      | 1978  |      |
| Gemälde Mariä Verkündigung | Ölfarbe auf Leinwand, 19. Jahrhundert; Kopie nach Louis Boullogne d. J.                                             | in der Kirche St-Médard (Lage) | PM08001123    | Inscrit      | 1978  |      |
| Zwei Seitenaltäre          | jeweils Altartisch, Retabel und Skulptur; Holz, farbig gefasst und vergoldet, Mitte des 19. Jahrhunderts            | in der Kirche St-Médard (Lage) | PM08001119    | Inscrit      | 1978  |      |
| Hauptaltar                 | Altartisch, Tabernakel und Verzierung des Chorraums; Holz, farbig gefasst und vergoldet, Mitte des 19. Jahrhunderts | in der Kirche St-Médard (Lage) | PM08001118    | Inscrit      | 1978  |      |
| Kruzifix                   | Holz, 18. Jahrhundert                                                                                               | in der Kirche St-Médard (Lage) | PM08001122    | Inscrit      | 1978  |      |